# Odpotovanja
Odpotovanja je debitantski studijski album slovenskega kantavtorja Tomaža Pengova, izdan leta 1973 pri študentski založbi ŠKUC v obliki vinilne plošče z mono zvočnim zapisom. Leta 1981 je izšla različica s stereo zapisom na plošči in kaseti, leta 1991 pa še v obliki CD-ja pri ZKP RTV Ljubljana. Album je Pengov posnel leta 1973 deloma na stranišču svojega stanovanja na Prešernovi cesti v Ljubljani, del pa je bil posnet v studiu Radia Študent.
Plošča iz leta 1973 velja za prvi neodvisno izdan album v bivši Jugoslaviji. Leta 2012 je bil v časopisu Dnevnik uvrščen na seznam najboljših slovenskih albumov. V letu 2024 je plošča doživela restavrirano izdajo. 

## Seznam pesmi
Vse pesmi je napisal Tomaž Pengov.
A stran
1. »Cesta« – 4:17
2. »Danaja« – 3:15
3. »V nasmehu nekega dneva« – 3:50
4. »Potovanje nespečih« – 3:34
5. »Matala« – 2:20
6. »Čakajoč nase, brat« – 4:20
7. »Nerodna pesem« – 3:00
8. »Kretnje« – 3:10

B stran
1. »Druga jesen« – 3:45
2. »Oče« – 7:25
3. »Sarkofagi« – 4:37
4. »Ladje prostora« – 7:57
5. »Epistola« – 5:30

## Zasedba
- Tomaž Pengov – 12-strunska kitara, lutnja, vokal
- Milan Dekleva – besedilo na ovitku,
- Bogdana Herman – ženski vokal
- Aleksander Zorn – nastopajoči gost
- Andrej Zdravič – nastopajoči gost
- Jurij Detiček – nastopajoči gost
- Matjaž Zajec – nastopajoči gost
- Metka Zupančič – nastopajoči gost
- Tone Koštomaj – nastopajoči gost
- Janez Brecelj – fotografiranje
- Aco Razbornik – snemalec
- Matjaž Vipotnik – oblikovanje ovitka